# Тутеволь Клавдія Олександрівна
Клавдія Олександрівна Тутеволь (1917, Борзна, Чернігівська губернія — 1980, Москва) — професор МДХІ ім. Сурікова, Заслужений художник РРФСР (1975).

## Біографія
Клавдія Олександрівна Тутеволь народилася у 1917 році в місті Борзна, Чернігівської губернії.
У 1938 р. закінчила Іркутське обласне художнє училище образотворчих мистецтв (до 1937 р. — Східно-Сибірський крайовий педагогічний технікум з образотворчого мистецтва), нині це Іркутське художнє училище ім. В. Л. Копилова. Її дипломною роботою став горельєф на будинку № 3 по вулиці Канадзави (Канадзава — місто-побратим Іркутська). Ця робота була відзначена  столичними викладачами, які запросили її до Москви для продовження освіти.
У 1938 році Клавдія Тутеволь вступила до  МДХІ ім. Сурікова. Війна завадила завершити навчання своєчасно, так як інститут було евакуйовано до Ташкенту. У 1948 р. Клавдія Олександрівна з відзнакою закінчила МДХІ, де навчалася у А. В. Лентулова і Н. П. Ульянова а також у А. А. Дейнеки. У цьому ж році вона стає членом Спілки художників СРСР.
З 1948 року К. Тутеволь працює художником-монументалістом у художніх експертних майстернях будівництва Палацу Рад. Далі вона присвячує себе переважно декоративно-монументальному мистецтву і постійно працює в Московському Комбінаті декоративно-оформлювального мистецтва (КДОМ).
З 1952 р. К. А. Тутеволь — член правління МОСХ.
З 1965 по 1967 р. викладає малюнок в Строганівському училищі.
З 1967 р. працює в МДХІ ім. Сурікова професором і керівником майстерні монументального живопису.
З 1972 р. — член закупівельної комісії Спілки художників СРСР.
У 1975 р. рішенням Президії Верховної Ради РРФСР К. А. Тутеволь отримує звання «Заслужений художник РРФСР».

## Відомі учні
- Абзгильдин, Абрек Амірович
- Лубенніков, Іван Леонідович
- Селищев, Михайло Олександрович
- Харлов, Віктор Георгійович
- Чаругін, Микола Петрович

## Відомі роботи
- Плафон залу Театру опери та балету імені Т. Шевченка в Києві.
- Плафон залу Театру опери та балету імені Абая в Алма-Аті.
- Плафон залу Палацу культури гірників в Караганді.
- Мозаїка на будівлі Інституту фізкультури в Москві[3].

Живописні та графічні роботи Клавдії Олександрівни знаходяться в приватних колекціях в Росії, Англії, Франції, Німеччини, Італії, Фінляндії та США.